# Actiomera
Actiomera is een geslacht van kreeftachtigen uit de klasse van de Malacostraca (hogere kreeftachtigen).

## Soorten
- Actiomera boninensis (Odhner, 1925)
- Actiomera erythra (Lanchester, 1902)
- Actiomera lophopa (Alcock, 1898)